# Nassjön
Nassjön är en sjö i Sollefteå kommun i Ångermanland och ingår i Ångermanälvens huvudavrinningsområde. Sjön har en area på 0,306 kvadratkilometer och ligger 260 meter över havet. Sjön avvattnas av vattendraget Stormobäcken.

## Delavrinningsområde
Nassjön ingår i det delavrinningsområde (705136-154667) som SMHI kallar för Ovan None. Medelhöjden är 270 meter över havet och ytan är 6,76 kvadratkilometer. Det finns inga avrinningsområden uppströms utan avrinningsområdet är högsta punkten. Stormobäcken som avvattnar avrinningsområdet har biflödesordning 2, vilket innebär att vattnet flödar genom totalt 2 vattendrag innan det når havet efter 92 kilometer. Avrinningsområdet består mestadels av skog (84 procent). Avrinningsområdet har 0,37 kvadratkilometer vattenytor vilket ger det en sjöprocent på 5,5 procent.